# Dagsay Rinpoche

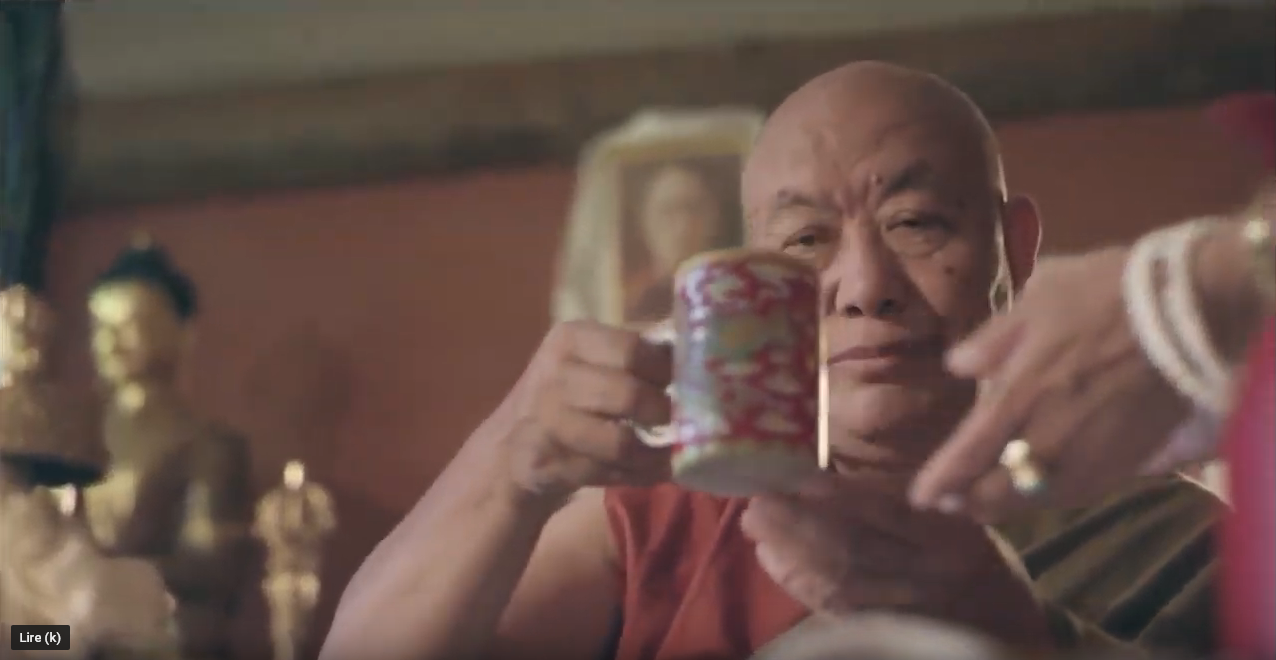
Dagsay Tulku

Dagsay Rinpoche of Dagsay Tulku (Tibet, Tarsedo, 1936) was de vijfde Dagsay Rinpoche van het Tibetaanse boeddhistische klooster Chogri in Oost-Tibet.

## Biografie
Dagsay werd op zijn derde erkend als de incarnatie van de vorige Dagsay Tulku en werd daarna overgebracht naar het klooster Chogri in Oost-Tibet waar hij diende als tulku.
Tijdens de Tibetaanse diaspora vluchtte hij in 1959 met zijn gezin naar India waar hij zijn studie en boeddhistische praktijken voortzette, tot de veertiende dalai lama Tenzin Gyatso hem in 1965 vroeg naar Zwitserland te reizen om daar als lama te dienen voor een groep van duizend opgenomen Tibetaanse immigranten. Het klooster werd tijdens de bezetting van China beschadigd. Vanuit Zwitserland coördineert Dagsay restauratiewerkzaamheden.
De dochter van Dagsay, Dechen Shak-Dagsay, is anno jaren '00 een bekende zangeres van boeddhistische mantra's.